# Ferrocarril minero de San Juan Bautista

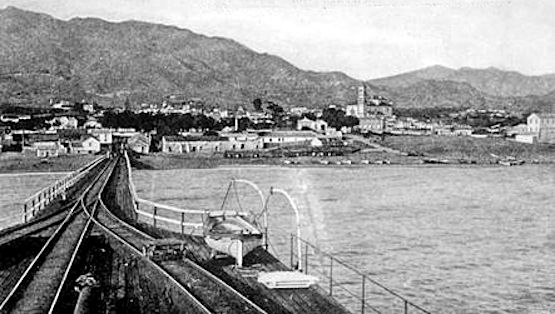
Vista desde el Muelle de Hierro en Marbella, parada final del Ferrocarril San Juan Bautista, que transportaba minerales extraídos de las minas de Ojén

El ferrocarril minero de San Juan Bautista fue una línea de ferrocarril que existió en los términos municipales de Ojén y Marbella desde el último tercio del siglo XIX. La línea tenía como función transportar el mineral que en la época se extraía de las minas de Ojén hasta un embarcadero situado en Marbella, que consistía en un muelle de hierro que se adentraba en el mar. 
Tras el cierre de los altos hornos de Marbella, la ferrería de El Ángel fue vendida a los hermanos escoceses William y Samuel Snythe Malcolm en 1868, que revendieron las instalaciones de la ferrería para crear la sociedad The Marbella Iron Ore Company también conocida por “Compañía de Mineral de Hierro de Marbella”, reteniendo solo las minas de magnetita de La Choza, San Juan Bautista y San Nicolás en Ojén. 
Para el transporte del mineral se proyectó una línea de ferrocarril de seis km que, aprovechando el descenso de la Sierra Blanca hasta el mar, transportara por inercia el mineral sin consumir combustible. 
El trayecto de la línea atravesaba mayormente terrenos improductivos de la sierra pero también fue necesario realizar expropiaciones, para las cuales colaboró el ayuntamiento de Marbella, debido a la situación económica dramática que sufría la ciudad y a cambio de algunos beneficios. 

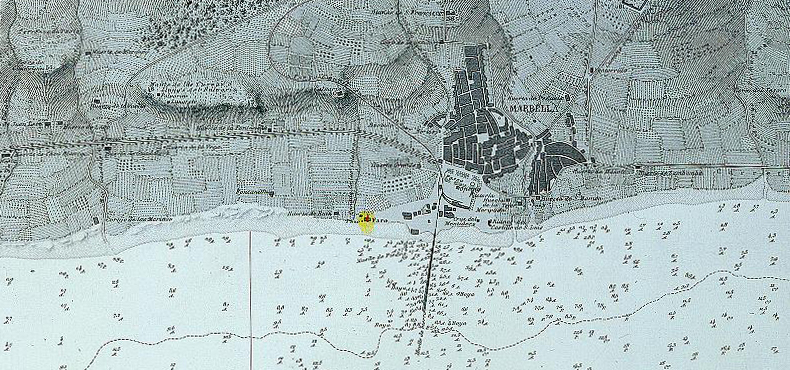
Plano de Marbella en 1889, en el que se distingue el ferrocarril minero y el muelle de hierro adentrándose en el mar.

La línea contaba además con un ramal hasta la zona de la Marina, junto a la playa, donde se depositaba el mineral que bajaba de las minas y desde donde se transportaba con locomotoras hasta el muelle de hierro para ser cargado en los barcos mercantes en el llamado Muelle de Hierro, que constaba de tres partes, una primera de terraplén de 38 m x 3,60 m, una segunda que se adentraba en el mar sobre pilotes arriostrados con vigas en cruz de San Andrés de 62,60 m x v5,50 m en 9 tramos, y una tercera parte de 78 m x 14 m apoyado en 15 soportes. El conjunto en su cabecera permitía recibir buques con un puntal de más de seis metros.
La crisis industrial de finales del siglo XIX afectó gravemente a la explotación minera, y finalmente ante la falta de inversión en sistemas de extracción se perdió competitividad. La Compañía de Mineral de Hierro de Marbella dejó de operar en el año 1911 cuando fue sustituida por la empresa belga Compagnie Miniere de Marbella.